# 爆米花時光
爆米花時光（Popcorn Time）是一個跨平台的自由軟體BitTorrent用戶端，該軟體包含了一個整合式的媒體播放器，並提供免費的隨選視訊服務。該軟體採用循序下載模式以串流由數個種子檔案表列的影音檔案。
該軟體在推出不久後即獲傳媒好評，並與Netflix作比較。 但是，該軟體的原始開發者因受到來自美國電影協會（MPAA）的壓力，而在2014年3月14日無預警地撤下其程式。 自此，此程式與Butter Project等開發團隊數度複刻以維持其運作並產出新功能。後來，原始開發團隊為popcorntime.io複刻版本背書，並於2015年8月挑選其為官方版本的繼承者。 在2015年10月，MPAA取得了由法院發出的禁制令，以阻止加拿大的popcorntime.io程式設計師，其後取得其網域名稱。但是，該計畫隨即重新出現於另一新網站popcorntime.sh上。